# Tümlauer Koog
Tümlauer Koog là một đô thị thuộc huyện Nordfriesland, bang Schleswig-Holstein, Đức.
Tümlauer Koog nằm ở phía tây bắc của bang, trên bán đảo Eiderstedt , gần bờ Biển Bắc và biên giới với Đan Mạch.